# 主は言われた (ヘンデル)
『主は言われた』（しゅはいわれた、Dixit Dominus）HWV 232は、ゲオルク・フリードリヒ・ヘンデルが1707年に作曲したラテン語の教会音楽。ウルガタ聖書の詩篇第109番（通常の聖書では110番）およびグロリア・パトリに曲を加えたものである。非常に激しく劇的な音楽になっている。

## 概要
ヘンデルはローマ滞在中、いくつかの教会用典礼音楽を書いているが、この作品はそのうち最初のものである。
おそらくローマ滞在中のヘンデルのパトロンのひとりであったコロンナ枢機卿の依頼によって、1707年7月16日のカルメル山の聖母の日の晩課で初演された。曲は4月11日に完成した。
ヘンデルが詩篇に作曲した作品としては、ほかに『主のしもべたちよ、主をほめたたえよ』(Laudate pueri Dominum)、『主が家を建てるのでなければ』(Nisi Dominus)がある。いずれも『主は言われた』と同時期の作曲である。
ソプラノ2部、アルト、テノール、バスの5部混声合唱とソロ、ヴァイオリン1と2、ヴィオラ1と2、通奏低音によって演奏される。

## 構成
曲の分けかたはかならずしも一定しない。
1. Dixit Dominus（第1節）、合唱
2. Virgam virtutis tuae（第2節）、アルト独唱
3. Tecum principium（第3節）、ソプラノ独唱
4. Juravit Dominus（第4節前半）、合唱
5. Tu es sacerdos（第4節後半）、合唱
6. Dominus a dextris tuis（第5節）、独唱歌手たちと合唱
7. Judicabit in nationibus（第6節）、合唱
8. De torrente in via bibet（第7節）、ソプラノ二重唱と合唱
9. Gloria Patri et Filio、合唱

演奏時間は約30分。